# Liste de divisions de recensement de Terre-Neuve-et-Labrador

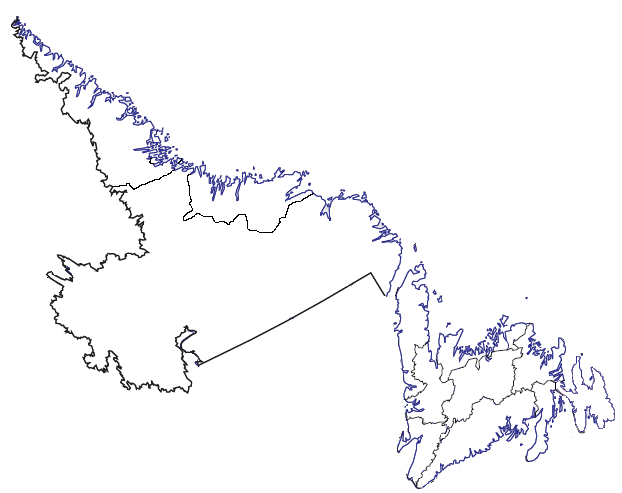
Carte des onze districts.

La province canadienne de Terre-Neuve-et-Labrador est divisée en onze divisions de recensement numérotées de 1 à 11. 
Contrairement aux autres provinces, ces divisions n'ont pas d'effet sur l'administration territoriale de la province et servent uniquement à des fins statistiques, puisque le niveau municipal est directement subordonné au niveau provincial.

## Divisions
Les onze divisions, leurs régions correspondantes et leurs plus grandes communautés sont :
- District No. 1 (en) (Péninsule d'Avalon-Saint-Jean de Terre-Neuve)
- District No. 2 (en) (Péninsule de Burin-Marystown)
- District No. 3 (en) (Côte du sud-Channel-Port-aux-Basques)
- District No. 4 (en) (St. George's-Stephenville)
- District No. 5 (en) (Humber-Corner Brook)
- District No. 6 (en) (Terre-Neuve central-Grand Falls-Windsor)
- District No. 7 (en) (Péninsule de Bonavista-Clarenville)
- District No. 8 (en) (Baie Notre-Dame-Lewisporte)
- District No. 9 (en) (Grande Péninsule du Nord-St. Anthony)
- District No. 10 (Labrador-Happy Valley-Goose Bay)
- District No. 11 (Nunatsiavut-Nain)

## Divisions historiques
La province était anciennement divisée en districts historiques :
- Bay de Verde
- Bonavista
- Burgeo and La Poile
- Burin
- Carbonear
- Ferryland
- Fogo
- Fortune Bay
- Harbour Grace
- Harbour Main
- Labrador
- Placentia and St. Mary's
- Port de Grave
- St. Barbe's
- St. George's-Port au Port
- St. John's East
- St. John's West
- Trinity
- Twillingate